# Rubén Coletti
Rubén Dionisio Coletti (Santa Fe, Santa Fe; 24 de septiembre de 1949 - 31 de enero de 2016) fue un futbolista argentino que se desempeñaba como defensor central, de destacada carrera en Belgrano de Córdoba, donde disputó 323 partidos y marcó 17 goles.

### Colón
Su debut en Primera División fue en Colón, en un partido  de visitante ante Independiente, el 19 de abril de 1970, en el Estadio "La Doble Visera", por la sexta fecha del Torneo Metropolitano. "Las tres primeras que te lleguen reventalas a cualquier parte, después jugá como vos sabés", le confió un compañero en el vestuario, según recordaba. El partido terminaría con victoria para Independiente por 2 goles (Vicente De La Mata y Roberto Tarabini) a 1 (Héctor Velázquez).
Jugó 2 temporadas en el "Sabalero", disputando un total de 38 encuentros y marcando 3 goles, en el Torneo Metropolitano 1970 y el Torneo Metropolitano 1971.
Fue transferido a Sportivo Belgrano de San Francisco como parte de la operación de contratación de Enzo Trossero.

### Belgrano
Arribó a Belgrano en 1972, cedido por Sportivo Belgrano de San Francisco y tras ganarle el puesto a Rubén Lupo debutó ante Ferro el 29 de octubre de 1972 por la tercera fecha del Torneo Nacional. 
"El Gringo", integró una memorable dupla de defensores centrales junto a Tomás Rodolfo Cuellar. Posteriormente recibió del "Tito" la cinta de capitán y aún hoy figura entre los jugadores que más vistieron la camiseta de Belgrano: con 323 partidos disputados, ocupa el quinto lugar del ranking de jugadores con más presencias, sólo superado por Juan Carlos Olave (382), Luis Fabián Artime (336), Guillermo Farré (327) y el propio Cuellar (324).
Con el retiro de "Tito" Cuellar en 1975, compartió zaga central junto a Omar José "Pollo" Beccerica, quien sería su compañero de batallas entre los años 1974 y 1981.
A pesar de su marca férrea, destaco por su lealtad a la hora de disputar el balón. “Nunca me gustó la mala intención. Ni la acepto, ni la entiendo, ni la practico. El juego fuerte y leal es otra cosa muy distinta. Nunca apelé al golpe para superar a un adversario, no sólo porque es inútil, sino porque es mi manera de sentir y de jugar al fútbol”, supo contar en una entrevista publicada en La Voz del Interior, en 1979.

### Atlanta
Tuvo un breve paso por el Club Atlético Atlanta, en el año 1976. Fue cedido a préstamo por Belgrano para que disputara con el "Bohemio" el Torneo Nacional 1976, al que el "Pirata" no se había clasificado.
Debutó un 12 de septiembre de 1976, en un partido contra San Telmo, en el estadio de la Isla Maciel. Fue estreno y gol para Coletti, en el marco de la victoria de Atlanta por 2 tantos contra 1.
Jugó un total de 16 partidos, convirtiendo 1 gol, para un Atlanta que se ubicó quinto en la Zona B. Al finalizar el certamen volvería a Belgrano.

### Record
Coletti dejó un récord en Belgrano con vigencia hasta nuestros días: 106 partidos consecutivos como titular en la zaga "Pirata", entre el 25 de marzo de 1977 y el 8 de junio de 1980.

### Anécdotas
Fue uno de los jugadores que disputó el primer partido en el estadio Mario Kempes, por entonces denominado Chateau Carreras. Lo hizo como integrante del combinado de la Liga Cordobesa (jugaron Daniel Willington, Juan Carlos Bujedo, José Omar Reinaldi y el arquero Rubén Guibaudo, entre otros) que el 16 de mayo de 1978 se enfrentó a la Selección Argentina que dirigía César Menotti y que un mes después se consagraría por primera vez campeón en una Copa del Mundo.
En 1980, un año antes de abandonar Belgrano, fue el autor de un gol largamente celebrado: el del triunfo en la final de la Copa Internacional Córdoba 1980, cuando una patriada suya, a tres minutos del final del segundo tiempo suplementario, le dio la victoria a Belgrano por 1-0 sobre el Honved de Hungría.

### Fallecimiento
Falleció el 31 de enero de 2016, a los 66 años de edad, en la ciudad de Santa Fe.

## Clubes
| Club                 | País      | Año         |
| -------------------- | --------- | ----------- |
| Colón                | Argentina | 1970 - 1971 |
| Sportivo Belgrano    | Argentina | 1971        |
| Belgrano             | Argentina | 1972-1975   |
| Atlanta              | Argentina | 1976        |
| Belgrano             | Argentina | 1977-1981   |
| 9 de Julio (Rafaela) | Argentina | 1983-1984   |
| Peñarol (Rafaela)    | Argentina | 1984-1985   |

## Palmarés

### Torneos Regionales
Ganador de zona, obteniendo la clasificación al Torneo Nacional
| Título          | Club     | País      | Año  |
| --------------- | -------- | --------- | ---- |
| Torneo Regional | Belgrano | Argentina | 1973 |
| Torneo Regional | Belgrano | Argentina | 1975 |

### Liga Cordobesa de Fútbol
| Título                       | Club     | País      | Año  |
| ---------------------------- | -------- | --------- | ---- |
| Campeonato Clasificación LCF | Belgrano | Argentina | 1972 |
| Campeonato Clasificación LCF | Belgrano | Argentina | 1973 |
| Liga Cordobesa               | Belgrano | Argentina | 1973 |
| Campeonato Clasificación LCF | Belgrano | Argentina | 1974 |
| Apertura LCF                 | Belgrano | Argentina | 1978 |